# Bo Axelsson
Bo Göran Axelsson, född 17 januari 1940 i Eslöv, död 28 maj 2008 i Slottsstaden i Malmö, var en svensk friidrottare (kulstötning och mångkamp). Han vann SM-guld i kulstötning 1962 och i tiokamp 1963. Han tävlade inhemskt för KFUM Kristianstad.
Efter idrottskarriären verkade han som lärare i Malmö. Han var medlem av Piratensällskapet och skrev de kåserande böckerna Tiokamp och Piraten (1999)
och Olika sorters kulor (2000), båda delvis om Fritiof Nilsson Piraten.
Bo Axelsson är gravsatt i minneslunden på Östra begravningsplatsen i Kristianstad.